# Puy-de-Dôme
Puy-de-Dôme este un departament din zona central-sudică a Franței, situat în regiunea Auvergne-Ron-Alpi. Este unul dintre departamentele originale ale Franței create în urma Revoluției din 1790. Este numit după vulcanul stins omonim situat în departament. Departamentul ar fi trebuit să se numească Mont d'Or ("Muntele de Aur"), dar denumirea a fost considerată a nu fi egalitară.

## Localități selectate

### Prefectură
- Clermont-Ferrand

### Sub-prefecturi
- Ambert
- Issoire
- Riom
- Thiers

### Alte orașe
- Pont-du-Château

### Alte localități
- Besse-et-Saint-Anastaise
- Romagnat

## Diviziuni administrative
- 5 arondismente;
- 61 cantoane;
- 470 comune;